# برگزیدگی الهه
برگزیدگی الهه 
(به تلوگویی: Anuraga Devatha) فیلمی محصول سال ۱۹۸۲ و به کارگردانی تاتینینی راما رائو است. در این فیلم بازیگرانی همچون ن. ت. راما رائو، سری دوی، جایا سودا، نانداموری بالاکریشنا ایفای نقش کرده‌اند.